# (33480) Bartolucci
Pour les articles homonymes, voir Bartolucci.
(33480) Bartolucci est un astéroïde de la ceinture principale.

## Description
(33480) Bartolucci est un astéroïde de la ceinture principale. Il fut découvert le 4 avril 1999 à San Marcello Pistoiese par Luciano Tesi et Maura Tombelli. Il présente une orbite caractérisée par un demi-grand axe de 2,47 UA, une excentricité de 0,14 et une inclinaison de 4,6° par rapport à l'écliptique.

## Compléments